# Megachile crandalli
Megachile crandalli är en biart som beskrevs av Mitchell 1957. Megachile crandalli ingår i släktet tapetserarbin, och familjen buksamlarbin. Inga underarter finns listade i Catalogue of Life.